# Папикян, Альберт Степанович
Альберт Степанович Папикян (25 августа 1926 года — 11 ноября 1997 года, Москва, Россия) — советский и российский художник, народный художник РСФСР (1989).

## Биография
Родился в 1926 году в селе Налбанд Спитакского района Армянской ССР.
Учился в Ленинаканской детской художественной студии имени С. Д. Меркурова, выиграл на всесоюзном конкурсе право обучаться в Московской средней художественной школе.
С 1942 по 1943 годы — учился в Тбилисской академии художеств, затем в Ленинградском институте живописи, скульптуры и архитектуры имени И. Е. Репина, который окончил с отличием в 1949 году по мастерской профессора Б. В. Иогансона. Дипломная работа — картина «Стахановцы Севанстроя».
В 1949 году — принят в члены Союза художников СССР.
В 1972 году избран председателем Бюро секции живописи МОСХа.
Альберт Степанович Папикян 11 ноября 1997 года умер в Москве.
Автор жанровых и тематических картин, пейзажей и натюрмортов, с 1949 года участвовал в художественных выставках: всесоюзных, республиканских, молодёжных, московских и зарубежных.
Его произведения экспонируются в Государственной Третьяковской галерее, Государственном Русском музее, музее Ленинградской Академии художеств.

## Награды
- Народный художник РСФСР (1989)
- Заслуженный художник РСФСР (1970)
- Серебряная медаль Академии художеств СССР (1979)